# 野柴木洋
野柴木 洋（やしき ひろし、1932年 - ）は日本の哺乳類研究者。野紫木 洋 名義の著書がある。

## 人物
1932年京都府生まれ(野柴木洋 1997)。戦後、海外生活で野生動物の研究を始め、その後、志賀高原でオコジョの生態研究を行う(野柴木洋 1997)。1997年当時、日本哺乳類学会会員、新潟県野生生物保護対策検討委員(野柴木洋 1997)。

## 著書
- 国立情報学研究所収録著書 国立情報学研究所
- 野柴木洋 (1995), オコジョの不思議, どうぶつ社, ISBN 4886222838

- 野柴木洋 (1997), 雪国動物物語 : ひげ先生のにいがた動物記, 新潟: 新潟日報事業社, ISBN 978-4888626514

## 論文
- 国立情報学研究所収録論文 国立情報学研究所
- 野柴木洋 (1987), “志賀高原におけるホンドタヌキの生態について”, 志賀自然教育研究施設研究業績	03899128	信州大学教育学部附属志賀自然教育研究施設 24:  43-53

- 野柴木洋; 西沢輝紀 (1988), “志賀高原におけるホンドオコジョの換毛について”, 志賀自然教育研究施設研究業績 25:  23-34